# Stephanophyllia
Stephanophyllia är ett släkte av koralldjur. Stephanophyllia ingår i familjen Micrabaciidae.
Kladogram enligt Catalogue of Life:
| Stephanophyllia | \| \| Stephanophyllia complicata \| \| \| \| \| \| Stephanophyllia fungulus \| \| \| \| \| \| Stephanophyllia neglecta \| \| \| \| |
|                 | \| \| Stephanophyllia complicata \| \| \| \| \| \| Stephanophyllia fungulus \| \| \| \| \| \| Stephanophyllia neglecta \| \| \| \| |
|                 | Leptopenus |
|                 | |
|                 | Letepsammia |
|                 | |
|                 | Rhombopsammia |
|                 | |
|                 | Stephanophyllia complicata |
|                 | |
|                 | Stephanophyllia fungulus |
|                 | |
|                 | Stephanophyllia neglecta |
|                 | |

|  | Stephanophyllia complicata |
|  |                            |
|  | Stephanophyllia fungulus   |
|  |                            |
|  | Stephanophyllia neglecta   |
|  |                            |